# 朱德誕生地
朱德誕生地位於四川省南充市儀隴縣馬鞍鎮，文物遺址年代判定為近代。2002年12月27日公佈為四川省第六批省級文物保護單位，併入朱德故居。2006年5月25日列為第六批全國重點文物保護單位，歸入第三批全國重點文物保護單位朱德故居。